# Guta von Habsburg

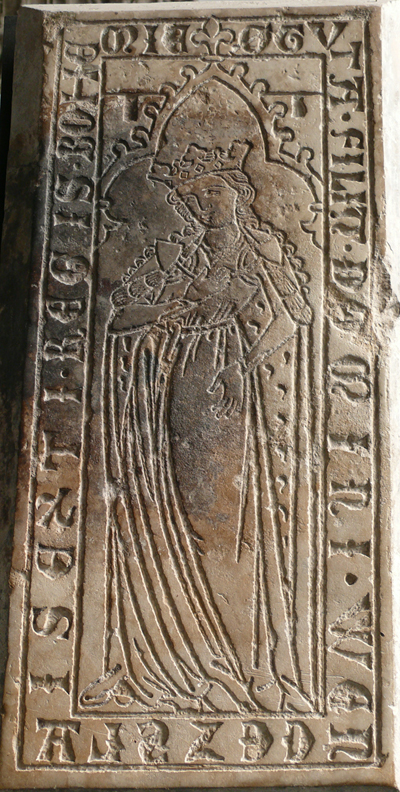
Ihr Bildnis auf ihrem Epitaph im Prager Agneskloster

Guta (Jutta, eigentlich Juditha) von Habsburg  (* 13. März 1271 in Rheinfelden; † 18. Juni 1297 in Prag) war durch Heirat eine Königin von Böhmen.

## Leben
Guta war die Tochter des Grafen Rudolf von Habsburg und seiner ersten Frau Gertrud von Hohenberg. Sie wurde nach einer Vereinbarung mit Kunigunde von Halitsch mit sieben Jahren dem gleichaltrigen böhmischen König Wenzel II. versprochen. 1285 wurde sie auf der Burg Eger ihrem Gatten zugeführt, wobei ihr Vater König Rudolf dem Sohn Ottokars Burg und Stadt Eger zu Reichslehen vermutlich als Hochzeitsgabe übergab. Dabei wohnte man der Wiedereinweihung der 1260 gegründeten und 1270 abgebrannten Franziskanerkirche durch den Regensburger Bischof Heinrich am 26. Januar 1285 bei. Die Hochzeit war von einem großen Treffen europäischen Adels begleitet. Der Hochzeitszug zog dann weiter nach Prag, wo am 7. Februar die Vermählung stattfand. Endgültig in Prag zog die Königin erst zwei Jahre später ein.
Sie nahm, gelenkt durch ihre Familie, Einfluss auf den jungen König und schürte seine Expansionspläne Richtung Schlesien und Polen. Während der neunjährigen Ehe brachte sie zehn Kinder zur Welt, von denen jedoch nur der Sohn Václav und die Töchter Anna, Elisabeth und Margarethe das Kleinkindalter überlebten. Beide erstgenannten Töchter wurden später böhmische Königinnen. Am Königshof führte Guta deutsche Sitten ein. Die wichtigste war die Anwesenheit der Ritter. Sie führte damit die Öffnung Prags gegenüber dem Westen fort, die bereits Kunigunde von Schwaben betrieben hatte, und nach und nach wurde die Stadt ein Zentrum mitteleuropäischer hochmittelalterlicher höfischer Kultur.
Guta bemühte sich um die Versöhnung zwischen Wenzel II. und ihrem Bruder, Herzog Albrecht von Österreich. Durch sie wurden die Schwager über einige Jahre Verbündete, was jedoch mit dem Einfall Albrechts nach Böhmen 1304, kurz vor Wenzels Tod, endete. Albrecht brachte diese Verbindung die Römisch-deutsche Königskrone und Wenzel freie Hand, um nach Polen zu expandieren. Die Königin spielte dabei eine nicht unwesentliche Rolle in der böhmischen Außenpolitik. 1297 wurde sie gekrönt, starb aber am 18. Juni des gleichen Jahres nach der Geburt der Tochter Guta.

## Guta von Habsburgin der Literatur
In dem sich stark an Wolfram von Eschenbach anlehnenden Versroman Wilhelm von Wenden des Ulrich von Etzenbach werden Wenzel II. und Guta als heidnischer Fürst Wilhelm mit Gemahlin Bene in einem Schicksal nach dem Muster der christlichen Eustachiuslegende dargestellt: Das Fürstenpaar muss auf einer Pilgerreise ihre Zwillinge bei fremden Menschen zurücklassen. Die Kinder, getrennt erzogen, werden gefürchtete Räuber und erst, als sich die Eltern zum Christentum bekennen, in Reue wieder mit ihren Eltern vereint. Guta (die Fürstin Bene – abgeleitet von lateinisch bene = gut) wird in diesem Schlüsselroman in deutscher Sprache als Idealtypus einer christlichen Fürstin dargestellt.